# Friedegart-Belusa-Gemeinschaftsschule
Die Friedegart-Belusa-Gemeinschaftsschule ist eine Gemeinschaftsschule mit Oberstufe in Büchen. An ihr werden rund 900 Schüler unterrichtet (2018/19). Träger ist der Schulverband Büchen.

## Geschichte
Am 1. August 2014 wurde die Gemeinschaftsschule Büchen in Friedegart-Belusa-Gemeinschaftsschule umbenannt. Friedegart Belusa stammte aus Ostpreußen, kam am Ende des Zweiten Weltkrieges nach Büchen und leitete hier 25 Jahre lang die Büchener Bahnhofsmission, eine von der evangelischen und katholischen Kirche gemeinsam betriebene Einrichtung, welche sich um die Betreuung von Menschen kümmerte, die am Büchener Bahnhof Station machten. Büchen war hier für viele der erste Ort im Westen, zu den Ankommenden zählten vor allem polnische Spätaussiedler, Kinder und Rentner, welche betreut wurden. Belusa arbeitete im Nebenamt außerdem als Lehrerin für Hauswirtschaft an der Schule. Bereits im Jahre 2000 wurde in der Gemeinde Büchen eine Straße nach Friedegart Belusa benannt.
Seit 2014 besitzt die Schule zudem eine gymnasiale Oberstufe, an welcher über 200 Schüler unterrichtet werden.
Am 19. Dezember 2020 brach ein Feuer in der anliegenden Schulturnhalle aus. Hierbei waren rund 100 Einsatzkräfte im Einsatz, um die Löscharbeiten durchzuführen. Die Turnhalle musste teilweise eingerissen werden, zu Personenschäden kam es nicht. Das Feuer griff nicht auf die angrenzende Schule über.

## Lehrangebot
An Friedegart-Belusa-Gemeinschaftsschule sind der erste allgemeinbildende Schulabschluss (ESA), der mittlere Schulabschluss (MSA), die Fachhochschulreife oder die Allgemeine Hochschulreife (Abitur) möglich.
Die Schüler der Friedegart-Belusa-Gemeinschaftsschule werden in über 20 Unterrichtsfächern unterrichtet. Hierzu zählt der Fremdsprachenunterricht in Französisch, Englisch und Spanisch oder speziellere Fächer wie Verbraucherbildung, Darstellen und Gestalten oder Textiles Werken.
An der gymnasialen Oberstufe der Schule wird im Schulsystem G9 in drei Profilen unterrichtet. Das Profilfach-Angebot besteht hierbei aus folgenden Profilen:
- Gesellschaftswissenschaftliches Profil mit dem Profilfach Wirtschaft/Politik
- Naturwissenschaftliches Profil mit dem Profilfach Biologie
- Sportprofil mit dem Profilfach Sport

## Weiteres
Den Schülern der Friedegart-Belusa-Gemeinschaftsschule ist es außerdem möglich, das Angebot der Offenen Ganztagsschule Büchen wahrzunehmen. Diese besteht seit dem Schuljahr 2014/2015 und bietet neben der Hausaufgabenbetreuung Kurse und Projekte aus verschiedenen Bereichen an.
Die Schüler der Friedegart-Belusa-Gemeinschaftsschule stammen aus über 50 Gemeinden. Hierbei gehören nur 12 Gemeinden dem Schulverband Büchen an, alle weiteren Gemeinden sind Gastschulgemeinden.

## Auszeichnungen
- Modellschule für das Lernen für Digitale Medien 2017[10]

- Zukunftsschule 2018/2019[11]